# Colocleora burgeoni
Colocleora burgeoni är en fjärilsart som beskrevs av Louis Beethoven Prout 1934. Colocleora burgeoni ingår i släktet Colocleora och familjen mätare. Inga underarter finns listade i Catalogue of Life.